# Halina Piechowska
Halina Piechowska (ur. 2 lutego 1932, zm. 24 grudnia 2012) – polska aktorka teatralna i filmowa.

## Filmografia
| Rok       | Tytuł                         | Rola                                        |
| --------- | ----------------------------- | ------------------------------------------- |
| 1967      | Niepokój przed telewizją      |                                             |
| 1968      | Rezerwat                      | Maria                                       |
| 1968      | Papierowy kochanek            |                                             |
| 1968      | Ostatnia wola                 |                                             |
| 1969      | Protesilas i Laodamia         |                                             |
| 1969      | Barberyna                     |                                             |
| 1970      | Don Juan, czyli kamienny gość |                                             |
| 1971      | Orfeusz                       | Menada                                      |
| 1971      | Caligula                      |                                             |
| 1972      | Z tamtej strony tęczy         |                                             |
| 1972      | Siakuntala                    |                                             |
| 1973      | Próżnia                       |                                             |
| 1975      | Grzech Antoniego Grudy        |                                             |
| 1981      | Wielki bieg                   | kobieta w pociągu                           |
| 1981      | Wolny strzelec                |                                             |
| 1982      | Wyjście awaryjne              | pani Misia (nie występuje w napisach)       |
| 1983      | Podróż nad morze              | matka pod szkołą (nie występuje w napisach) |
| 1983      | Dzień kolibra                 | (nie występuje w napisach)                  |
| 1984      | Trapez                        |                                             |
| 1984      | Transatlantyk                 |                                             |
| 1984      | Jak się pozbyć czarnego kota  | sąsiadka Danków                             |
| 1985      | Problemat profesora Czelawy   | burdelmama                                  |
| 1986      | Na całość                     |                                             |
| 1986      | Mewy (fragmenty życiorysu)    | sąsiadka                                    |
| 1986      | Ucieczka (film 1986)          | kierowniczka sklepu                         |
| 2004      | Pierwsza miłość               | garderobiana                                |
| 2005      | Biuro kryminalne              | babcia Barbary                              |
| 2005−2006 | Tango z aniołem               | babcia Zosia                                |
| 2006      | Fala zbrodni                  | matka Wiktora Mariańskiego                  |